# Dongjin-myeon
Dongjin-myeon (koreanska: 동진면) är en socken i Sydkorea. Den ligger i kommunen Buan-gun i  provinsen Norra Jeolla, i den västra delen av landet, 200 km söder om huvudstaden Seoul.